# Ké đầu ngựa
Ké đầu ngựa, tên Hán-Việt là thương nhĩ (danh pháp hai phần: Xanthium strumarium, đồng nghĩa: X. inaequilaterum, X. canadense, X. chinense, X. glabratum), một loài thực vật trong họ Cúc (Asteraceae).

## Miêu tả
Cây thân thảo cao 50–120 cm, thân có khía rãnh. Lá mọc so-le/vòng. Hoa có hai loại, một loại mọc ở đầu các cành ngắn, chỉ sản sinh phấn hoa và loại thứ hai mọc ở các nách lá, sinh ra quả. Quả giả hình thoi, có móc có thể gắn vào lông động vật để phát tán. Đây cũng là loài duy nhất trong chi này có mặt tại Việt Nam. Phát tán nhờ động vật.

## Thành phần hóa học và tác dụng dược lý
Quả chứa alkaloid, sesquiterpen lacton (xanthinin, xanthumin, xanthatin), dầu béo. Lá chứa iod: 200 microgam trong 1g lá. Trong quả là 220 - 230 microgam/1g quả. Trong quả có glucozit làm hạ glucoza trong máu, xanthinin và xanthium có tác dụng kháng khuẩn, kháng nấm, chống dị ứng, hạ sốt, lợi tiểu, an thần.

## Công dụng
Chống dị ứng, chống viêm. Chữa mụn nhọt, lở loét, mày đay, tràng nhạc, bướu cổ, đau khớp, thấp khớp, tay chân đau co rút, đau đầu, viêm mũi chảy nước hôi, đau họng, lỵ: ngày 6- 12g thuốc sắc, cao hoặc viên. Nước sắc quả ngậm chữa đau răng, bôi chữa nấm tóc, hắc lào.
Dùng cành lá hoặc quả phơi khô chữa mụn nhọt, mẩn ngứa, mày đay, tràng nhạc, chảy nước mũi hôi. Dùng dưới dạng thuốc sắc.

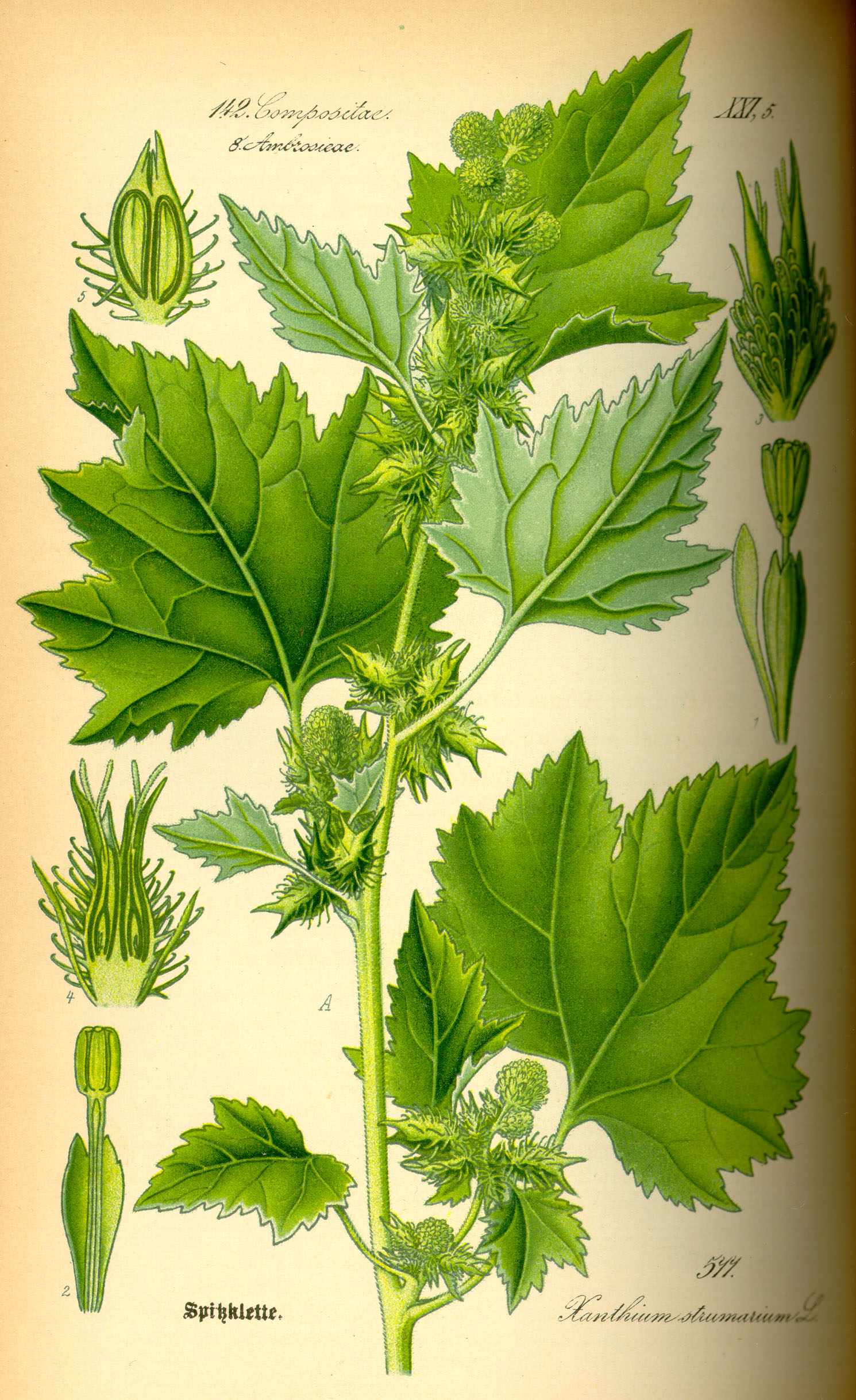
Hình minh họa trong Flora von Deutschland Österreich und der Schweiz của Otto Wilhelm Thomé, 1885, Gera, Đức.

## Hình ảnh

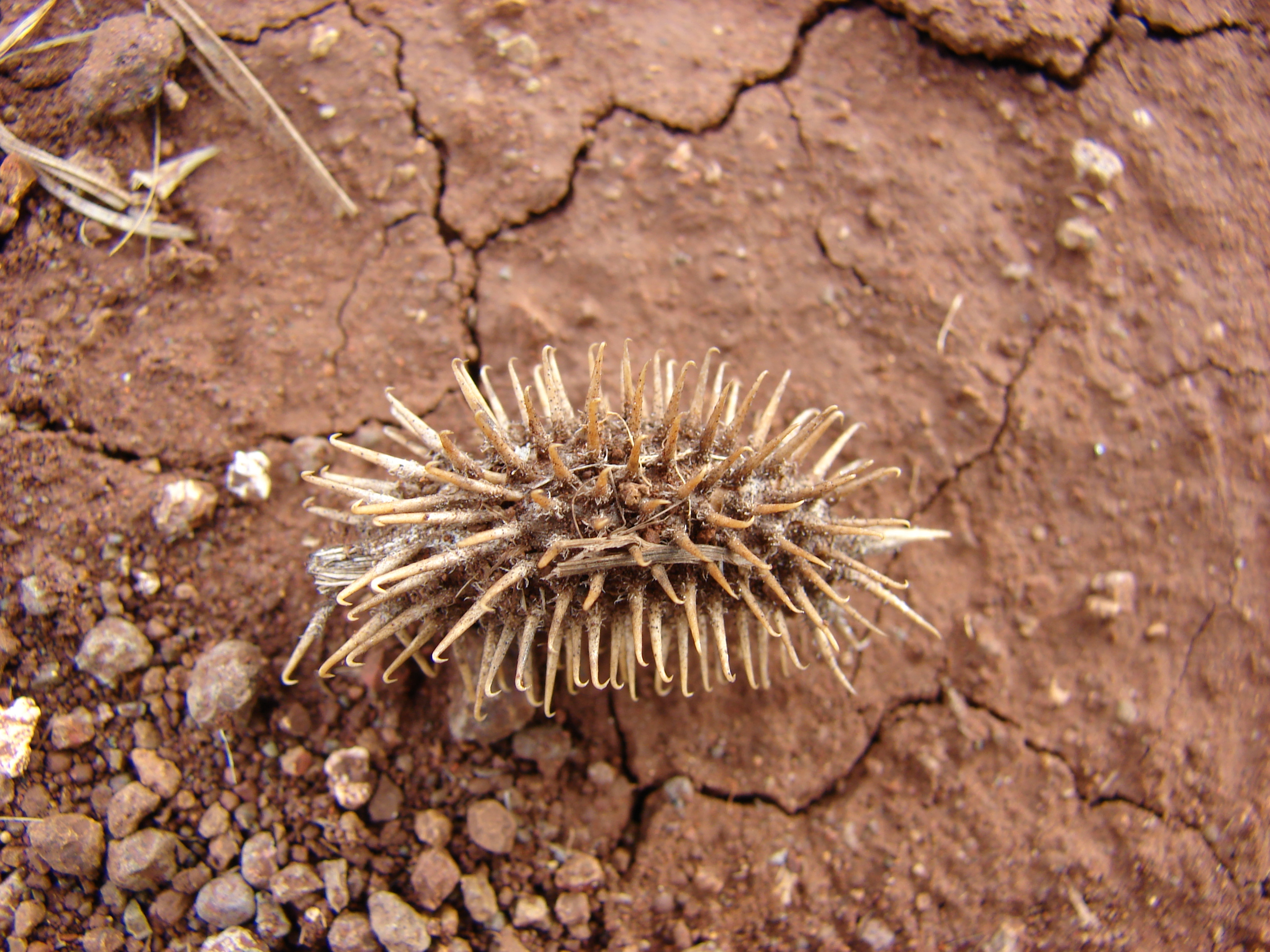
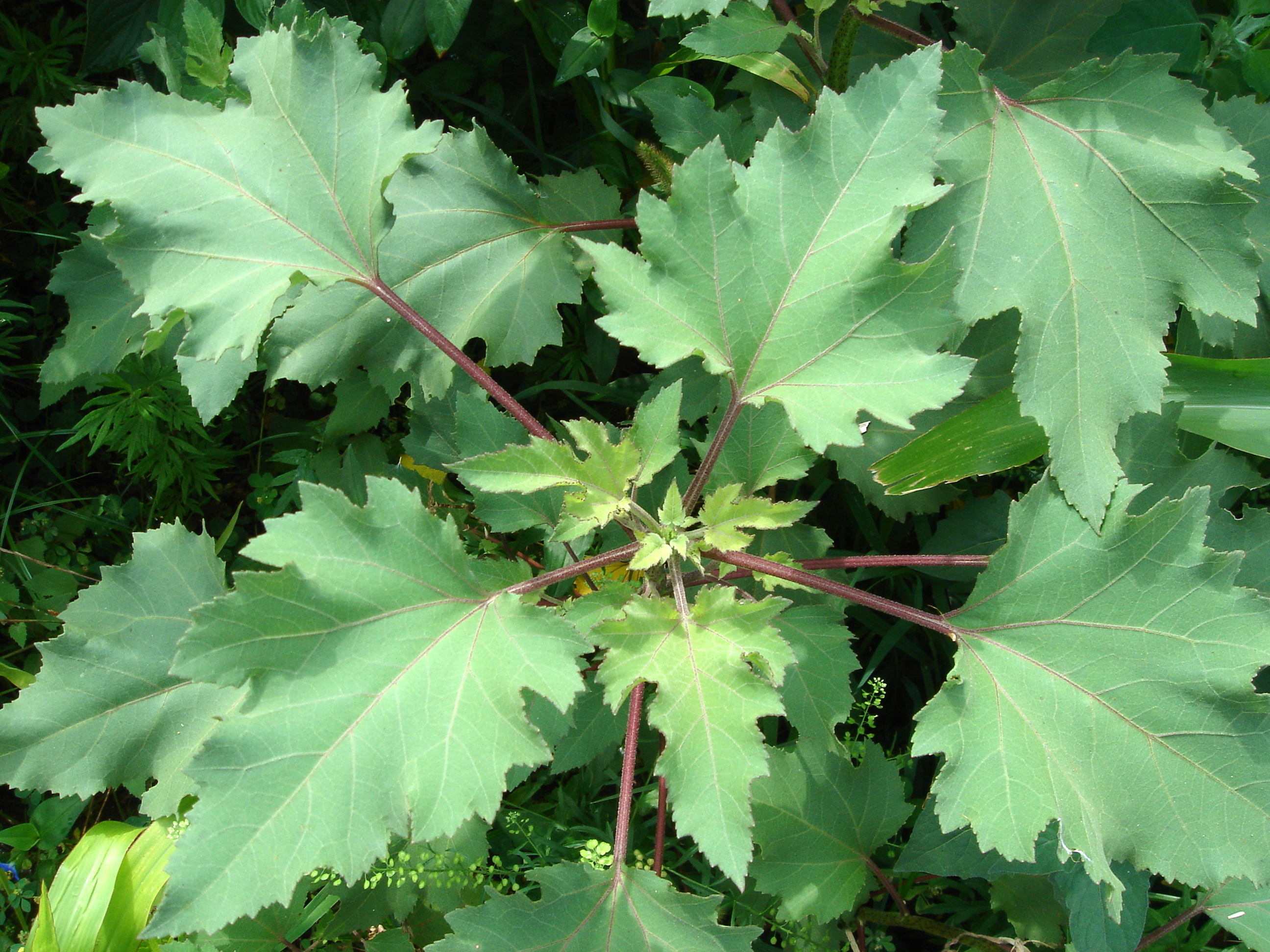
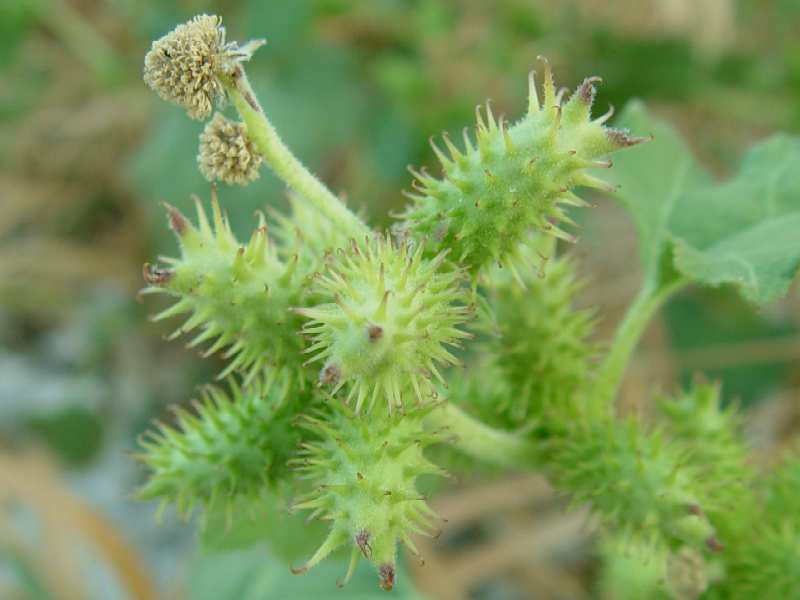
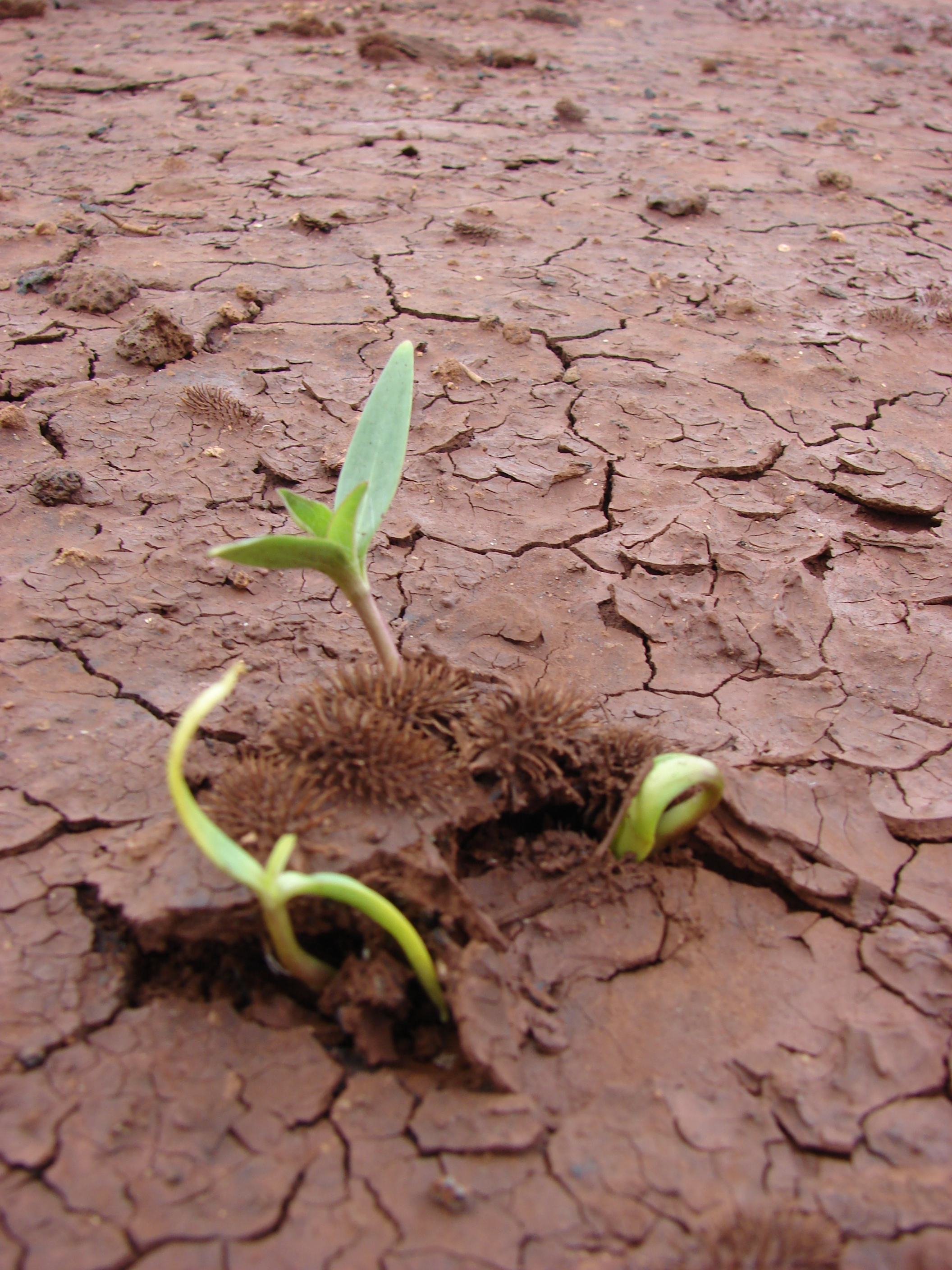